# Johann von Jagemann

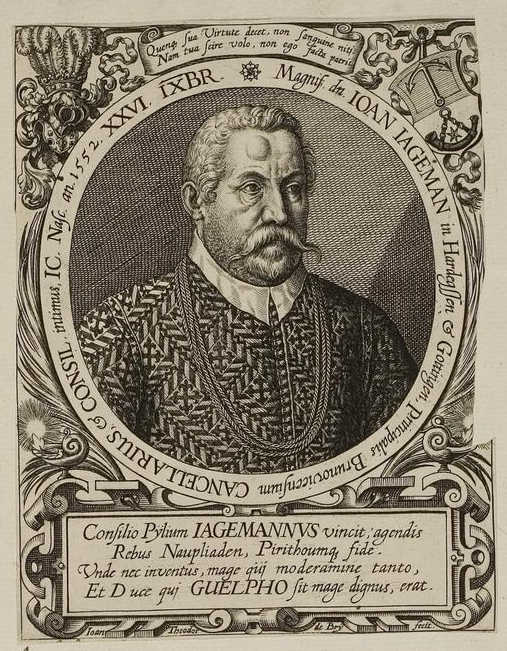
Johann von Jagemann

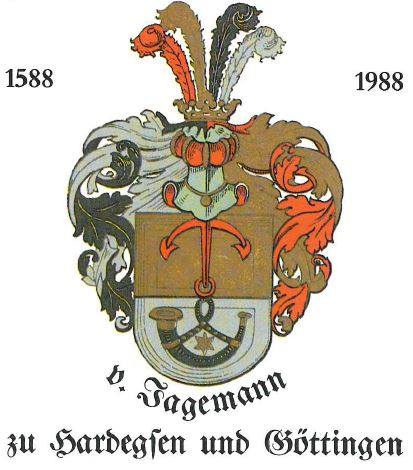
Jagemannsche Wappen mit Anker und Jagdhorn

Johann Jagemann, ab 1590 von Jagemann zu Hardegsen und Göttingen, (* 27. November 1552 in Heiligenstadt; † 7. Januar 1604 in Wernrode) war ein braunschweigischer Kanzler und Geheimrat.

## Leben
Johann war der Sohn des kurmainzischen Amtmannes Hans Jagemann (* 1522; † 1592). Der Vater Hans, einziger Sohn des Nikolaus Jagemann (* 1492), kam 1592 bei einem Unglück unweit Göttingens ums Leben. Johann hatte sieben Geschwister, einen Bruder und sechs Schwestern.
Johann besuchte das Marburger Pädagogium und studierte anschließend Jura in Marburg, Straßburg, Paris, Bourges und Basel. 1577 promovierte er in Basel. 1579 erhielt er eine Professur an der Universität Helmstedt, wurde ab 1588 zum Braunschweigischen Kanzler und Geheimen Rat ernannt. Für sein Geschick auf dem Reichsdeputationstag von 1590 zur Türkenabwehr verlieh ihm Kaiser Rudolph II. am 27. November 1590 in Prag den Reichs- und erbländischen rittermäßigen Adelstitel, nebst dem erbetenen Beinamen zu Hardegsen und Göttingen.
Johann von Jagemann heiratete am 24. August 1578 Juliane Steckel (* 1560; † 1612 in Osterode am Harz), mit der er drei Söhne Hans Ernst (* 1584; † 1647), Julius und Heinrich Julius sowie sechs Töchter hatte. Zwei Töchter hießen Dorothea Rumann (* 1579; † 1611) und Elisabeth von Henniges. Jagemann war Schwager des deutschen Rechtswissenschaftlers Andreas Cludius (* 1555; † 1624), der seit 1583 mit Elisabeth, einer Schwester der Juliane Steckel verheiratet war.
Als Bauherr errichtete er im Stil der Renaissance 1591 den ersten Burgmannshof in Hardegsen mit fünf Geschossen, 1592 den Hardenberger Hof in der Altstadt Göttingen im Ritterplan 7, der einzig erhaltene Renaissance-Adelssitz der Stadt, heute das Städtische Museum Göttingen, und 1603 das zweigeschossige, massive Herrenhaus Schloss in Wernrode der Teichstraße 41.

Gebäude der Renaissance erbaut von Jagemann
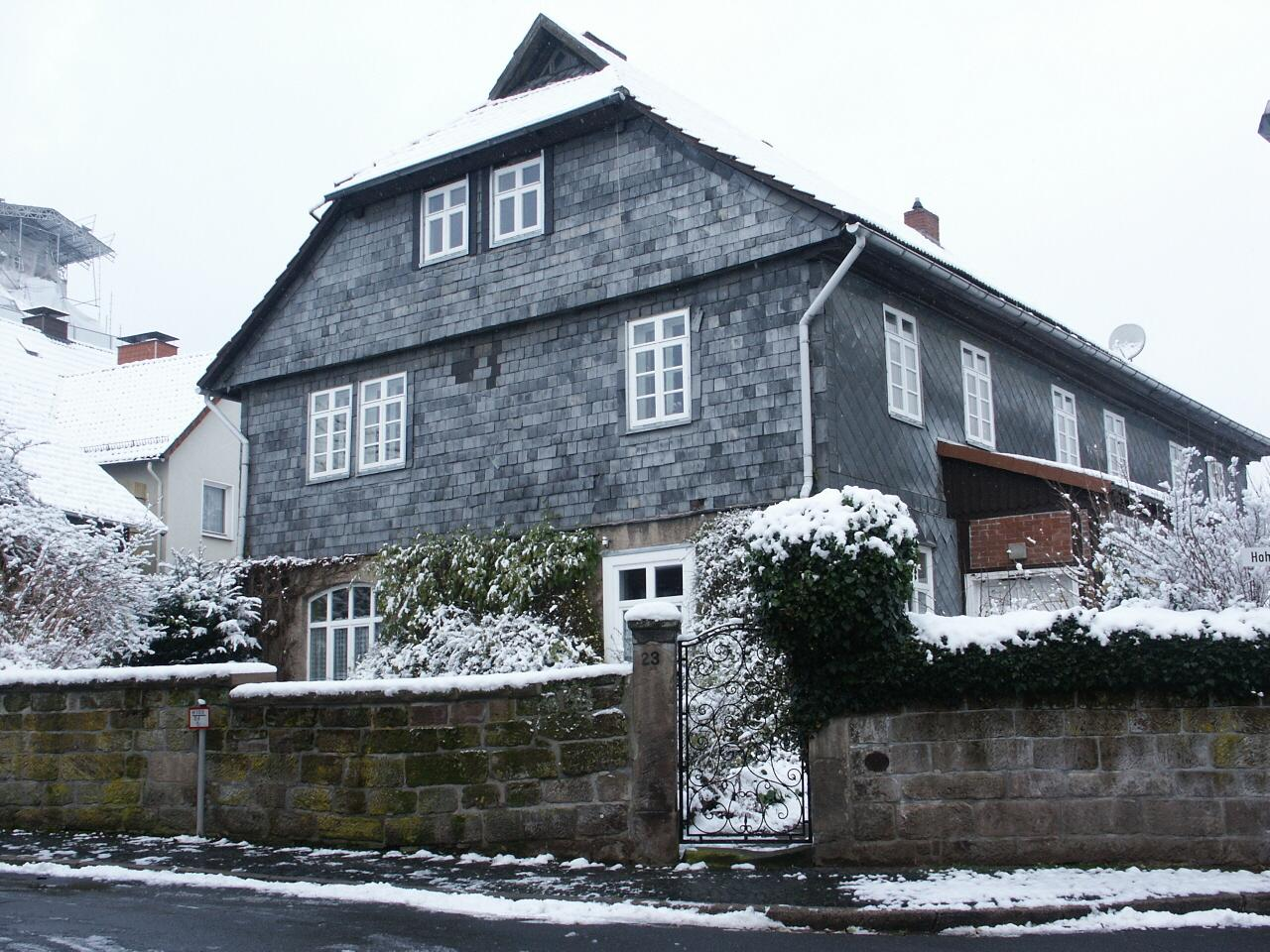
1. Burgmannshof Hardegsen, 1591
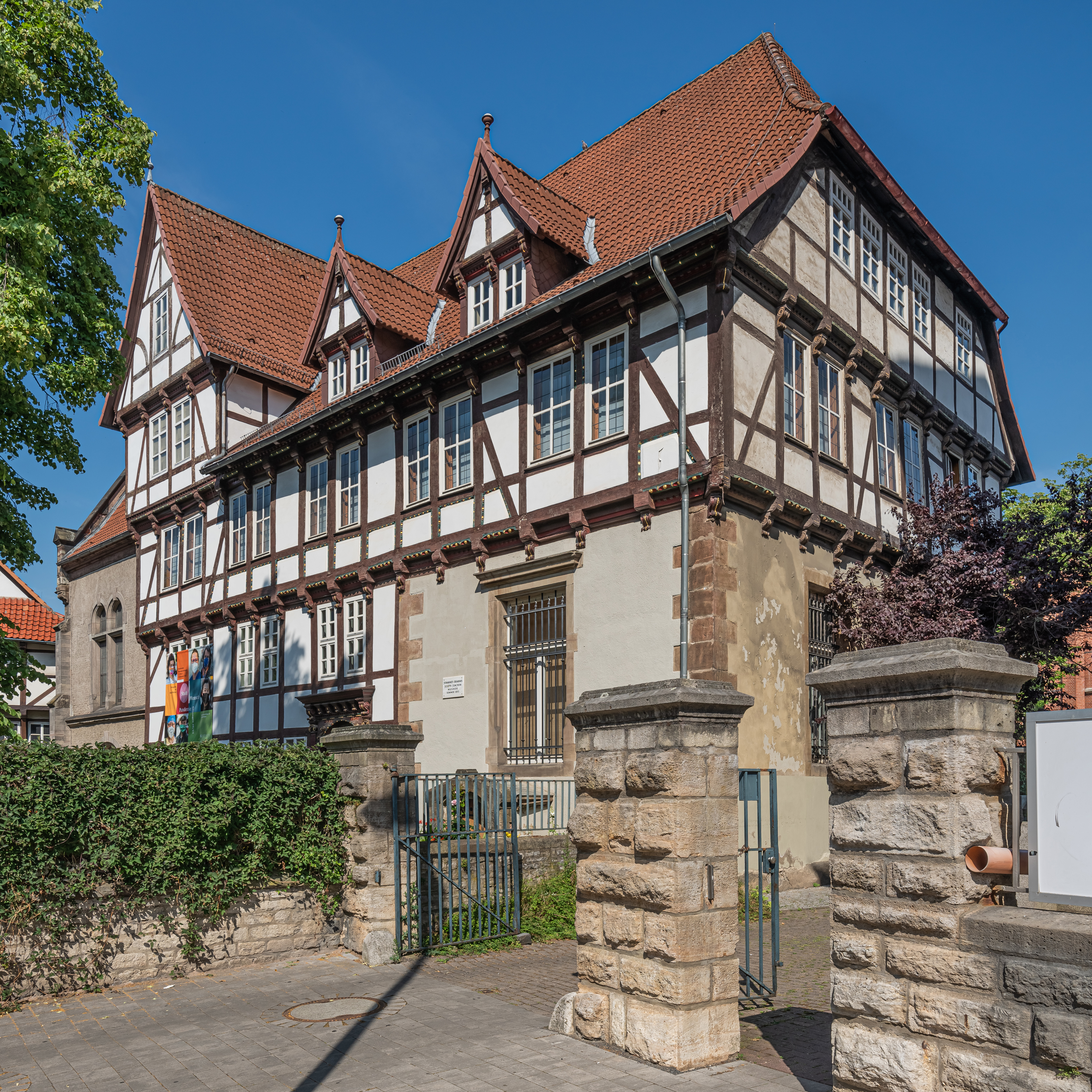
Hardenberger Hof in Göttingen, 1592
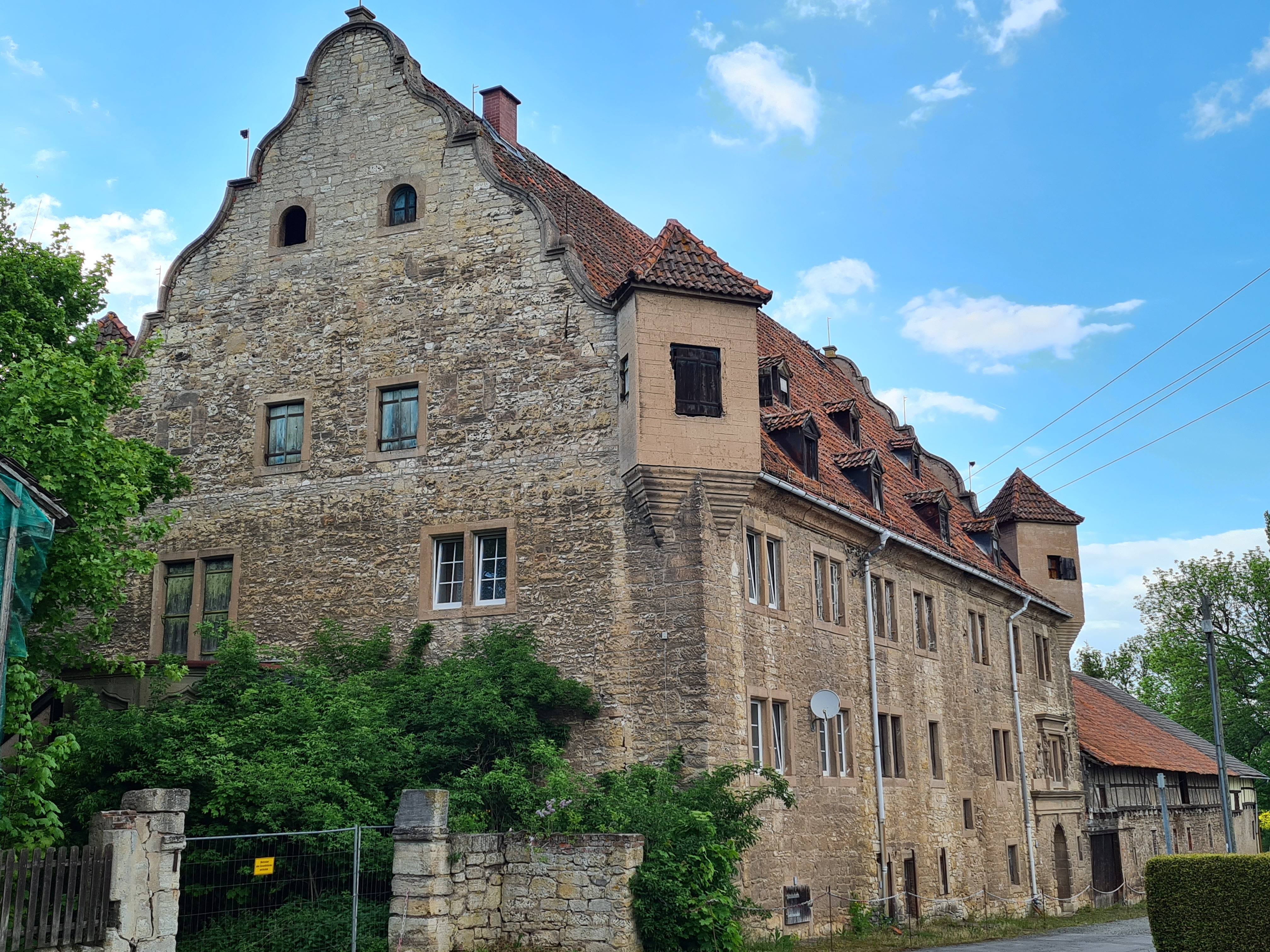
Schloss Wernrode, 1603

Im Streit des Herzogs Heinrich Julius von Braunschweig-Wolfenbüttel mit der Familie von Saldern stand Jagemann auf der Seite des Landesherrn. 1603 entließ ihn dieser aber aus dem Amt.
Er starb am 7. Januar 1604 auf seinem Rittergut Wernrode in der Grafschaft Honstein.
Johann wurde am 12. Januar 1604 in der St.-Jacobi-Kirche in Göttingen bestattet. Seine Frau Juliane wurde 1612, neben ihm, beigesetzt. Beide Grabplatten lagen in der Nähe des Altars. Genauere Hinweise zu dem Platz, an dem die Wappen seit 1595 angebracht waren, fehlen.

## Wappen der Familie von Jagemann

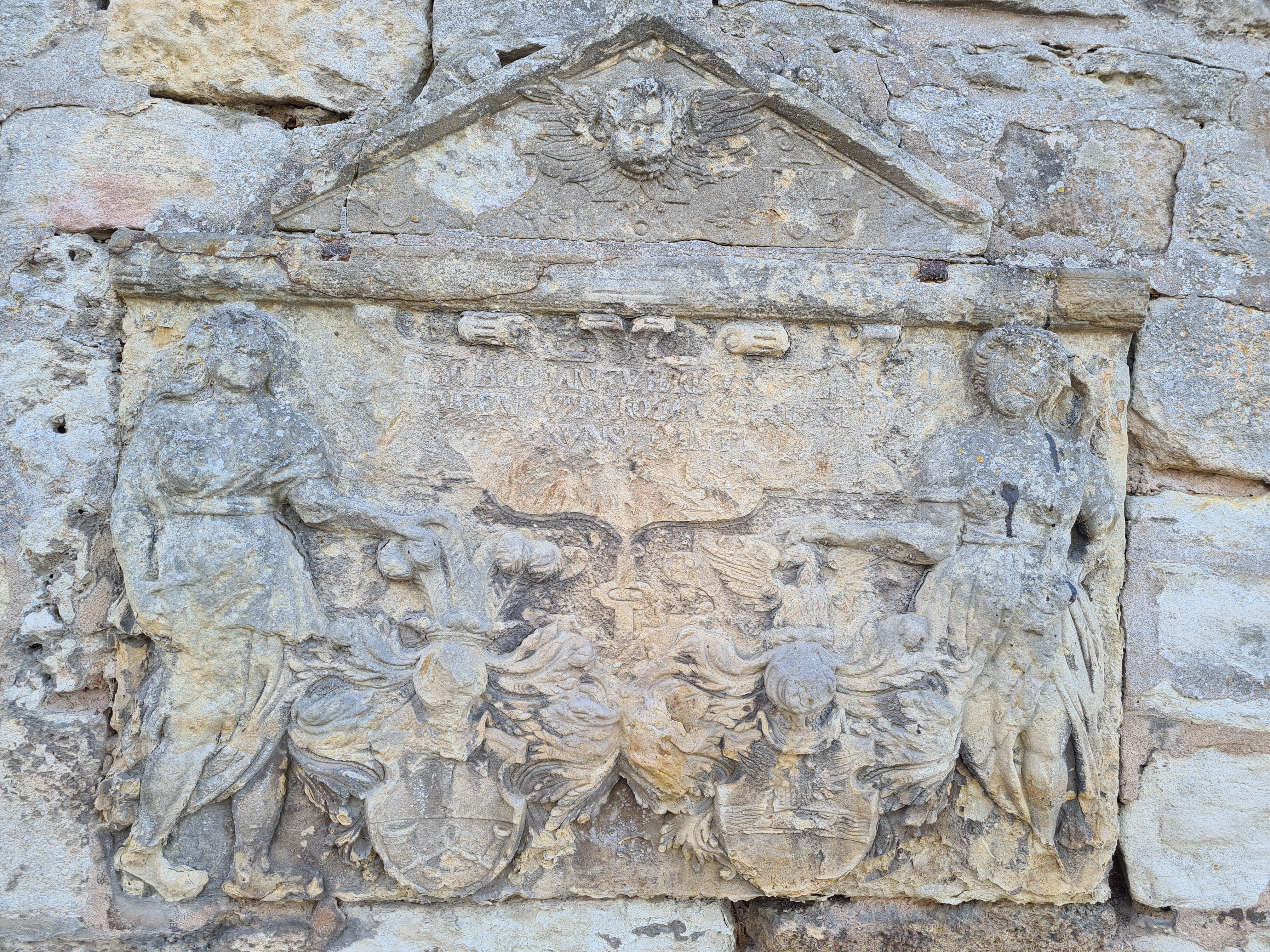
Reliefsteinplatte mit Wappen der Familien von Jagemann und Steckel an der Parkmauer zum Schloss Wernrode

Ein Spangenhelm mit goldener Krone, geziert mit vier Straußenfedern in den Farben rot, gold, schwarz und weiß, steht auf einem ein Schild, das linksseitig mit schwarzen Federn auf einer weißfarbenem Decke und rechtsseitig mit roten Federn auf einer goldfarbenem Decke gehalten wird. Das Wappenschild in der modernen französischen Form ist zweigeteilt. Im oberen goldfarbenem Teil ist ein gestürzter roter Anker in T-Form mit dem Ring nach unten abgebildet. Im unteren silberfarbenem Teil ist ein nach links gestelltes grünes Hifthorn, mit goldenen Spangen an einem grünen zu einer Acht verdrehtem Band, dargestellt. Das Horns und das Band sind mit goldenen Vierblättern belegt. Zwischen Horn und der unteren Schlaufe des Bandes ist ein sechseckiger goldener Stern eingeschlossen.